# Hermann Baumann (Ethnologe)
Hermann Baumann (* 9. Februar 1902 in Freiburg im Breisgau; † 30. Juni 1972 in München) war ein deutscher Ethnologe, Afrikanist, Kulturhistoriker und Nationalsozialist.

## Leben
Baumann hatte schon während seiner Schulzeit auf dem Gymnasium Grundkenntnisse vom Anthropologen Eugen Fischer (1874–1967) und dem Ethnologen Ernst Carl Grosse (1862–1927) der Albert-Ludwigs-Universität Freiburg erworben, bevor er 1920 das Abitur machte. Er studierte Völkerkunde und Afrikanistik in Berlin und Leipzig, wo er 1925 promoviert wurde. Seit 1921 arbeitete er als Volontär, von 1925 war er an der von Alfred Schachtzabel geleiteten Afrikaabteilung des Berliner Museums für Völkerkunde angestellt. Von 1934 bis 1939 war er Kustos der dortigen neuen Eurasischen Abteilung, die weniger aus wissenschaftlichen, sondern aus politischen Gründen eingerichtet wurde und in das Konzept vom „Lebensraum im Osten“ des Deutschen Reiches passte. Von 1928 bis 1941 war Baumann Herausgeber der Zeitschrift für Ethnologie.
Baumann war als Schüler von Leo Frobenius Vertreter eines Kulturdiffusionismus. Er postulierte die Entstehung eines vielen Völkern gemeinsamen Weltmythos gegen Ende des 4. Jahrtausends vor Christus im Bereich zwischen Nil und Indus; dieser habe sich in modifizierter Form bis nach China und in Teilen Afrikas verbreitet.
Baumann trat zum 1. August 1932 der NSDAP bei (Mitgliedsnummer 1.256.683) und arbeitete intensiv an Plänen für koloniale Rückeroberungen und Expansionen von Deutschland in Afrika mit, die wegen des Kriegsverlaufs aber nie realisiert wurden. Baumann lehrte von 1939 bis 1945 als Professor am Institut für Völkerkunde der Universität Wien (1939–1945), nach seinem im Mai 1949 stattgegebenen Entnazifizierungsantrag von 1951 bis 1954 zunächst an der Universität Mainz und von 1955 bis 1972 als Professor am Institut für Völkerkunde und Afrikanistik der Universität München. Seit 1965 war er ordentliches Mitglied der Bayerischen Akademie der Wissenschaften.
Nach seiner ersten Forschungsreise im Jahr 1930 stellte Baumann die weltweit erste systematische Sammlung der materiellen Kunst und Kultur Nordost-Angolas zusammen. Im Jahr 1954 entdeckte er in Süd-Angola die Felsbilder von Tchitundo-Hulo Mucai und katalogisierte sie. Bei dieser Reise erwarb er auch eine über 1000 Objekte umfassende ethnographische Sammlung, die er im Museum von Dundo aufbewahren ließ. Für ihn war die Feldforschung und Empirie von großer Bedeutung, er betrachtete mit Sorge den zunehmenden Einfluss von reinen Theoretikern ohne Bezug zur realen afrikanischen Welt. Im Jahr 1972 kehrte er noch einmal nach Dundo zurück, um seine Sammlung zu bearbeiten und zu katalogisieren. Kurz nach der Rückreise aus Angola verstarb Baumann in München an den Folgen einer Malaria-Erkrankung.
Eines der umfassendsten Werke der deutschsprachigen Afrikanistik, das von ihm herausgegebene, postum erschienene Hauptwerk Die Völker Afrikas und ihre traditionellen Kulturen, trägt seinen Namen. Es ist aus dem Werk Völkerkunde von Afrika: mit besonderer Berücksichtigung der kolonialen Aufgabe hervorgegangen, an dem auch Diedrich Westermann und Richard Thurnwald mitgearbeitet haben. Wegweisend waren darin u. a. seine Studien zum Feldbau und über Körnerfrüchte als älteste Kulturpflanzen.
Beatrix Heintze, Hermann Amborn und Klaus E. Müller zählen zu seinen Schülern. László Vajda war von 1957 bis 1962 sein Assistent.

## Erste Forschungsreise (April–Dezember 1930)
Baumanns erste Feldforschung startete am 19. April 1930 und knüpfte an die Untersuchungen von Alfred Schachtzabel an. Sie führte ihn zum Volk der Chokwe in Nordost-Angola. Ziel war es, eine weitgehend vollständige ethnographische Sammlung für das Museum für Völkerkunde in Berlin zu beschaffen. Er wurde von dem Ethnologen Heinrich Meinhard begleitet. Nach einer dreiwöchigen Seereise erreichten sie Lobito, von wo aus sie mit der Benguelabahn ins Landesinnere fuhren. Auf einer englischen Missionsstation nahe Luena bemühte er sich intensiv, die Sprache der Chokwe zu erlernen. Er unternahm Märsche in die umliegenden Chokwe-Dörfer sowie zu den Lunda, mit bis zu 60-Mann starken Trägerkarawanen. Er wollte ausdrücklich Gebiete besuchen, die abseits der von den Portugiesen gebauten Straßen lagen und nicht mit dem Auto zu erreichen waren. Er postulierte: „Das Auto darf ein Ethnologe nur  zur  Durchquerung  großer  Gebiete,  die  schon  völlig  unter  europäischem  Einfluß  stehen,  verwenden.  Er  hat,  wie  vor  30  und  60  Jahren,  die  Pflicht  und  das  Recht,  das  Volk  seines  Studiums  von  Dorf  zu  Dorf  marschierend  kennenzulernen.“  Am 18. November 1930 brach er die Rückreise aus Angola an. Er brachte 1375 ethnographische Objekte nach Berlin mit, in denen Feldbau, Nahrungszubereitung, Handwerke und Tänze der Chokwe und Luimbi dokumentiert werden. Der Großteil wurde jedoch im Zweiten Weltkrieg zerstört. Nach Meinung der Ethnologin Beatrix Heintze habe er sich bei seiner Reise immer auch bemüht, in die geistige und kulturelle Welt der Afrikaner einzudringen. Seine Forschungsergebnisse sowie ihre einfühlsame Darlegung zeugten von einem Vertrauensverhältnis und gegenseitigem Respekt.

## Schriften

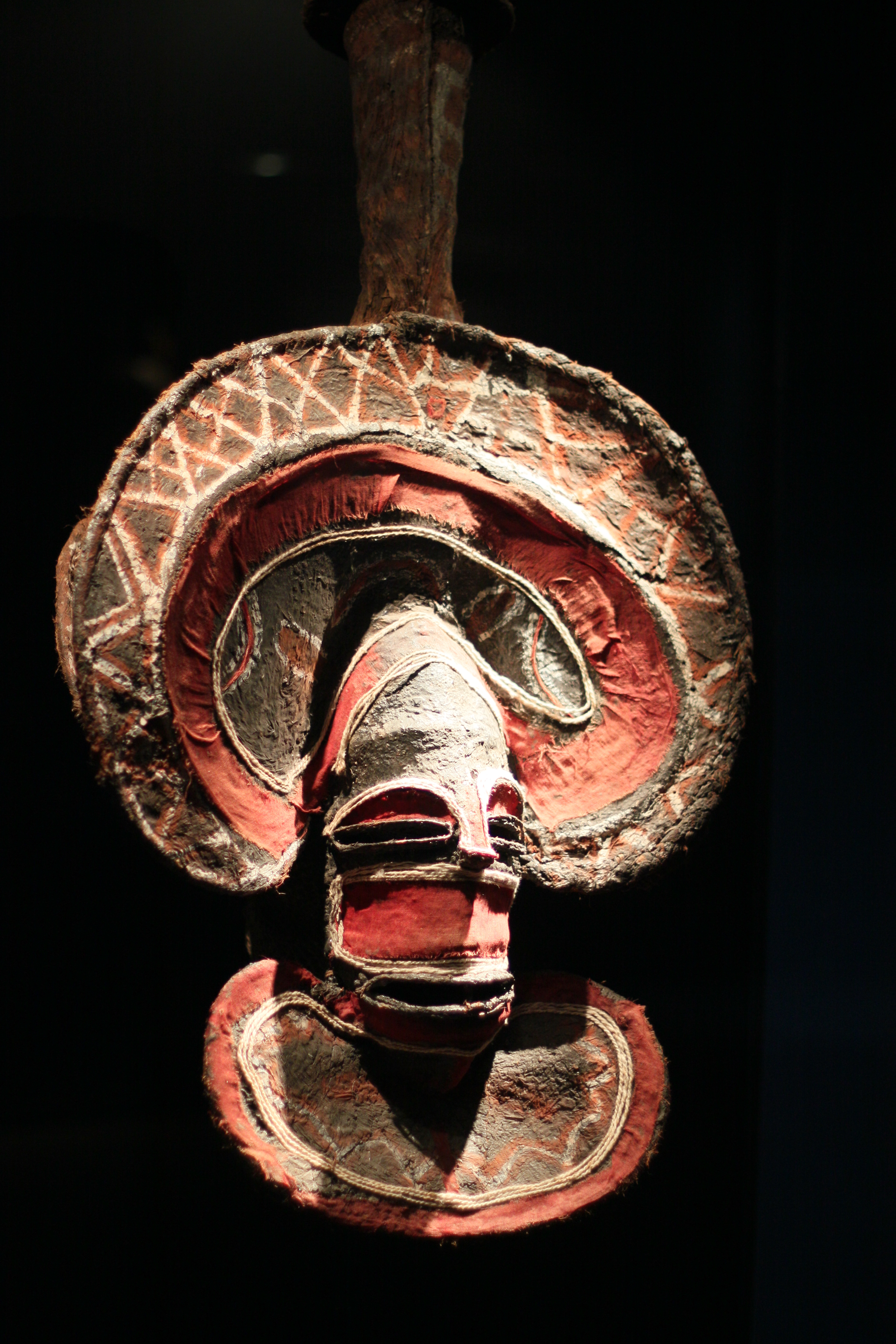
Kalelwa-Maske der Chokwe in Angola. Sammlung Baumann im Ethnologischen Museum, Berlin. Erworben um 1938

- Die Mannbarkeitsfeiern bei den Tsokwe (N.O. Angola; Westafrika) und ihren Nachbarn. Reimer, Berlin 1932 (Baessler-Archiv. Beiträge zur Völkerkunde. Band 15, Heft 1)
- Lunda: bei Bauern und Jägern in Inner-Angola. Ergebnisse der Angola-Expedition des Museums für Völkerkunde, Berlin. 249 S., Berlin 1935, Würfel Verlag.
- Schöpfung und Urzeit des Menschen im Mythus der afrikanischen Völker. Herausgegeben mit Unterstützung der Staatlichen Museen in Berlin (Baesslerstiftung) und des Internationalen Instituts für afrikanische Sprachen und Kulturen. Dietrich Reimer / Andrews & Steiner Verlag, Berlin 1936
- mit Richard Thurnwald und Diedrich Westermann: Völkerkunde von Afrika. Mit besonderer Berücksichtigung der kolonialen Aufgabe. Essener Verlagsanstalt, Essen/Berlin 1940.
- Beitrag in: Koloniale Völkerkunde, koloniale Sprachforschung, koloniale Rassenforschung. Berichte über die Arbeitstagung im Januar 1943 in Leipzig. Reimer/Andrews & Steiner, Berlin 1943
- (Hrsg.): Koloniale Völkerkunde, I. In Zusammenarbeit mit der Kolonialwissenschaftlichen Abteilung des Reichsforschungsrates in der deutschen Forschungsgemeinschaft hrsg. (Wiener Beiträge zur Kulturgeschichte und Linguistik, Jahrgang 6). Horn: Ferd. Berger, 1944 (Mit Beiträgen von W. Becker-Donner, Mattenklodt, T. M. Bettini, H. v. Sicard u. H. Baumann)
- Fritz Valjavec (Hrsg.): Historia Mundi. Ein Handbuch der Weltgeschichte in zehn Bänden. Begründet von Fritz Kern. 1. Band: Frühe Menschheit. Von Santiago Alcobe y Noguer, Hermann Baumann, Renato Biasutti u. a. Mit einer ausklappbaren Zeittafel. Francke, Bern 1952
- Das doppelte Geschlecht. Ethnologische Studien zur Bisexualität in Ritus und Mythos. Reimer, Berlin 1955 (Neuauflage 1986). Mit ausführlichen Kapiteln über den kultischen Geschlechtswandel (bzw. Geschlechtswechsel), den Austausch der männlichen und weiblichen Geschlechtsposition durch Kleidertausch oder den direkten Austausch „seelischer“ Qualitäten der Geschlechter, über bisexuelle Vorstellungen bei u. a. den Dogon, Bambara, Kwotto, Zande und im unteren Kongo.
- Afrikanische Plastik und sakrales Königtum. Ein sozialer Aspekt traditioneller afrikanischer Kunst. (= Bayerische Akademie der Wissenschaften, Philosophisch-Historische Klasse. Sitzungsberichte Jg. 1968, Heft 5). Beck, München 1969
- Die Völker Afrikas und ihre traditionellen Kulturen. Steiner, Wiesbaden 1975–1979 (Studien zur Kulturkunde 34 und 35)
  - Teil 1 Allgemeiner Teil und südliches Afrika
  - Teil 2 Ost-, West- und Nordafrika
- Vorläufiger Bericht über neue Felsbilder-Funde in Süd-Angola. Paideuma: Mitteilungen zur Kulturkunde, Bd. 6, H. 1 (Nov., 1954), S. 41–45, Frobenius-Institut.